# 日野「君が代」伴奏拒否訴訟
日野「君が代」伴奏拒否訴訟（ひの きみがよばんそうきょひ そしょう、2007年（平成19年）2月27日最高裁判所第三小法廷判決）は、日本において、市立小学校の音楽専科の教諭X（原告・控訴人・上告人）が、入学式の国歌斉唱の際に「君が代」のピアノ伴奏を内容とする校長からの職務命令に従わなかったとして、東京都教育委員会（被告・被控訴人・被上告人）から戒告処分を受けたことから、上記命令は思想・良心の自由を定めた日本国憲法第19条に違反するとして、上記処分の取消しを求めたものである。
最高裁は本件職務命令が憲法19条に違反しないとして、Xの請求を認めなかった。本件は、一連の入学式・卒業式における国歌斉唱の際にピアノ伴奏を拒否した教諭に対する処分の可否について、初めて最高裁としての判断を示したものである。

## 事案の概要

### 法令の定め
いずれも、本件入学式における時点（1999年4月6日）での規定。
学校教育法18条2号は、小学校教育の目標として「郷土及び国家の現状と伝統について、正しい理解に導き、進んで国際協調の精神を養うこと。」と規定しており、これを受けて学校教育法および同施行規則を受けて定められた小学校学習指導要領第4章第2D（1）は、学校行事のうち儀式的行事について、「学校生活に有意義な変化や折り目を付け、厳粛で清新な気分を味わい、新しい生活の展開への動機付けとなるような活動を行うこと」と定め、同章第3の3は、「入学式や卒業式などにおいては、その意義を踏まえ、国旗を掲揚するとともに、国歌を斉唱するよう指導するものとする」と規定していた。

### 事件の概要
Xは、日野市立の公立小学校の音楽専科の教諭であったが、校長が1999年（平成11年）に行われる入学式に際して、ピアノ伴奏をするよう職務命令を行ったところ、Xはこれに応じられない旨の返事を行った。そして、4月6日に行われた入学式においても、司会者が開式の言葉を述べるのに続いて「国歌斉唱」と言ったが、Xはピアノの椅子に座ったままであった。校長は、Xがピアノを弾き始める様子がなかったことから、約5ないし10秒間待った後、あらかじめ用意しておいた「君が代」の録音テープにより伴奏を行うよう指示し、これによって国歌斉唱が行われた。
その後、Xは東京都教育委員会から法令等および上司の命令に従う義務および信用失墜行為の禁止を定めた地方公務員法32条および33条に違反するとし、懲戒事由に該当するとして、戒告処分を受けた。2002年1月、Xは本件職務命令が憲法19条（思想・良心の自由）に違反するとして、処分の取り消しを求めて、提訴をおこなった。

### 下級審の判断
第1審の東京地裁（2003年12月3日判決）および控訴審の東京高裁（2004年7月7日判決）いずれにおいても、本件処分は適法であるとしてXの請求を棄却した。憲法19条に関して、東京高裁は「法規によりあることを教えることとされている場合に、公教育に携わる公務員がその個人的な思想や良心に反するからといってそのことを教えないというわけにはいかないのである。このような意味での思想・良心の自由の制約は、公共の福祉にかなうものとしてやむを得ないものであって、公教育に携わる公務員として受忍せざるを得ず、このような受忍を強いられたからといって憲法19条に違反するとはいえない。」などと判断し、Xの主張を認めなかった。これに対して、Xが最高裁に上告した。

### 上告審
2007年2月27日、最高裁は控訴審判決を支持して上告を棄却。Xの敗訴が確定した。

#### 判旨
上告棄却。
多数意見は、Xの有する思想良心（注）について、「君が代」が過去の我が国において果たした役割に係わるX自身の歴史観ないし世界観およびこれに由来する社会生活上の信念等と認めた。
しかし、多数意見は、次の3点にかんがみれば、本件職務命令は憲法19条に反するものとはいえないと判断し、Xの上告を棄却した。
1. Xの思想良心が、入学式において伴奏拒否するという行為と一般に不可分と結びつくとはいえないこと。
2. 入学式の国歌斉唱の際に「君が代」のピアノ伴奏をするという行為自体は、X自身が特定の思想を有するということを外部に表明する行為であると評価することができないこと。
3. Xは、公立小学校の教諭として、法令等や職務上の命令に従わなければならない立場にあり、校長から同校の学校行事である入学式に関して本件職務命令を受けたものであり、本件職務命令は法令に基づいて適正に発令されたものであること。

（注）Xの有する思想良心とは、
1. 『君が代』が過去の日本のアジア侵略と結び付いており、これを公然と歌ったり、伴奏することはできない。
2. 子供に『君が代』がアジア侵略で果たしてきた役割等の正確な歴史的事実を教えず、子供の思想および良心の自由を実質的に保障する措置を執らないまま『君が代』を歌わせるという人権侵害に加担することはできないなど。

である。
なお、藤田宙靖裁判官の反対意見および那須弘平裁判官の補足意見がある。